# Roose Bolton
Roose Bolton er en fiktiv person i den amerikanske forfatter George R. R. Martins fantasyserie A Song of Ice and Fire og i HBOs filmatisering Game of Thrones.
Han bliver introduceret i Kampen om tronen (1996), og Roose er lord i Norden med sæde i Dreadfort, og en af Lord Eddard Starks allierede. Hans familie er kendt for deres grusomhed og vane med at flå deres fjender. Han bliver jævnligt åreladet ved brug af igler (engelsk leech, og han har derfor tilnavnet Leech Lord i Westeros. Han optræder senere i Kongernes kamp (1998), En storm af sværd (2000) og En dans med drager (2011).
Roose slutter sig til Robb Starks oprør som en af hans højestrangerende officerer. Med hjælp fra Brave Companions, indtager han Harrenhal indtil han atter slutter sig til Robb Stark for at hjælpe med at indtage området Neck, der er kontrolleret Greyjoys. I virkeligheden orkestrerer han Red Wedding sammen med Tywin Lannister og Lord Walder Frey, hvorved han får tildelt titen Warden of the North efter personligt at have dræbt Robb. Hans styre som Warden er præget af uro og adskillige tropper forsøgere at konspirere mod ham og Huset Frey, og genindsætte Huset Stark på magten.
Roose bliver spillet af den irske skuespiller Michael McElhatton i HBOs tv-serie.